# Masyw Rodopski
Masyw Rodopski (t. Masyw Tracko-Macedoński, Masyw Tracki) – jednostka fizycznogeograficzna i jednostka geologiczna Półwyspu Bałkańskiego. 
Masyw Rodopski stanowi stary, hercyński masyw krystaliczny – pozostałość masywu egejskiego, który w plejstocenie uległ częściowemu zniszczeniu, rozczłonkowaniu i zapadnięciu (jego południowa część stanowi obecnie dno Morza Egejskiego). Od zachodu i północy Masyw Rodopski graniczy z pasmami gór orogenezy alpejskiej. Od zachodu graniczy z pasmami Gór Dynarskich i Hellenidów – granicę wyznaczają doliny Wardaru, Ibaru, Zachodniej Morawy i Kolubary. Na północy Masyw Rodopski sięga środkowego Dunaju w okolicach Belgradu. Od północnego wschodu Masyw Rodopski, poprzez dolinę Południowej Morawy i Kotlinę Sofijską, graniczy z podsystemem górskim Bałkanu – z Górami Wschodnioserbskimi, Starą Płaniną i Niziną Górnotracką. Na południu pod względem geologicznym do Masywu Rodopskiego należą również wyspy Morza Egejskiego, natomiast jako jednostkę fizycznogeograficzną ogranicza go północne wybrzeże tego morza. 
Masyw Rodopski stanowi system zrębowych gór różnej wysokości. Wschodnia część Masywu, na wschód od doliny Strumy, zachowała charakter zwartego masywu górskiego. Tu leżą jego najwyższe pasma – góry Riła i Pirin, sięgające niemal 3000 m n.p.m. i mające charakter alpejski. Na wschód od nich leżą właściwe Rodopy – wyższe Rodopy Zachodnie i niższe Rodopy Wschodnie, mające charakter gór niskich. Ta część Masywu jest zbudowana z łupków krystalicznych i granitów. Na wschód od niej leżą niskie góry Sakar i Strandża. Część Masywu Rodopskiego na zachód od doliny Strumy została mocniej zniszczona. Stanowi obecnie kompleks gór ze skał krystalicznych i metamorficznych, porozdzielanych uskokowymi zapadliskami. Największymi grupami górskimi tej części są Kopaonik, Jastrebac, Crna Gora, Osogowska Płanina, Plačkovica, Ogražden, Bełasica, Krusia i Chortiatis. 
Regionalizacja tej części Półwyspu Bałkańskiego nie jest jeszcze bezspornie ustalona. Niekiedy wyróżnia się, jako jednostki równorzędne z Masywem Rodopskim, Masyw Pelagoński na wschód od właściwych Rodopów i Masyw Tracki na zachód od nich. Różne są również wersje przebiegu granicy między Hellenidami a Masywem Rodopskim – leżące w zachodniej Macedonii Północnej masywy Jakupica, Poreče, Plakenska planina, Kożuf, Nidże i pomniejsze bywają zaliczane do jednego i drugiego systemu górskiego.